# Auditor Municipal de Controle Interno (São Paulo)
Auditor Municipal de Controle Interno (AMCI) do Município de São Paulo é um cargo público de natureza técnico-científica, cujo provimento exige formação de nível superior, caracterizando-se como um profissional de compliance do setor público municipal. O cargo pertence ao Quadro dos Profissionais de Gestão Governamental – QPGG do Município de São Paulo. Os cargos de Auditor Municipal de Controle Interno são remunerados pelo regime de subsídio, o qual é reservado a servidores públicos organizados em carreira, nos termos do art. 39 da Constituição Federal. Os cargos de Auditor Municipal de Controle Interno são geridos e ficam lotados na Controladoria-Geral do Município de São Paulo, constituindo sua principal força de trabalho. Em 18/09/2015, a Prefeitura de São Paulo divulgou o edital do primeiro concurso público para cargos de Auditor Municipal de Controle Interno, para atuação na Controladoria-Geral do Município. De acordo com a Prefeitura, a ação faz parte de um esforço para melhorar a eficiência da gestão pública, investindo-se na profissionalização de seus quadros.  Segundo declarações do prefeito Fernando Haddad, o objetivo da criação do cargo é fortalecer o trabalho da CGM no combate à corrupção, além de garantir a permanência da Controladoria, independentemente de mudanças na gestão municipal. Ainda segundo o prefeito, há expectativa de mudança de cultura na cidade, com investigação a fundo de desvios ocorridos na Prefeitura. A contratação dos auditores deverá intensificar o combate à corrupção de forma permanente no Município. O concurso público foi realizado pela Fundação VUNESP.

## Atribuições
O Auditor Municipal de Controle Interno realiza atividades relacionadas ao controle interno e à auditoria interna. Essas funções estão relacionadas à promoção da ética, da transparência e da accountability na gestão pública, melhorando a responsividade e a prestação de contas à sociedade. Tais auditores atuam, portanto, no combate à corrupção, às fraudes e ao desperdício na administração pública municipal de São Paulo. As atividades do AMCI guardam paralelo com as que o Analista de Finanças e Controle realiza no âmbito da Controladoria-Geral da União.
De acordo com a legislação aplicável, são atribuições dos Auditores Municipais de Controle Interno: I - a execução de atividades de controle interno, correição, ouvidoria e promoção da integridade pública, bem como a promoção da gestão pública ética, responsável e transparente, na Administração Direta e Indireta da Prefeitura do Município de São Paulo; II - a execução de auditorias, fiscalizações, diligências e demais ações de controle e de apoio à gestão, nas suas diversas modalidades, relacionadas à aplicação de recursos públicos, bem como à administração desses recursos, examinando a legalidade, legitimidade, impessoalidade, moralidade, publicidade, economicidade, eficiência e efetividade dos atos governamentais, em seus aspectos financeiro, orçamentário, contábil, patrimonial e operacional, podendo, inclusive, apurar atos ou fatos praticados por agentes públicos ou privados na utilização de recursos do Município; III - a realização de estudos e trabalhos técnicos que promovam o incremento da transparência pública, a participação da sociedade civil na prevenção da corrupção e o fortalecimento do controle social; IV - a realização de atividades inerentes à garantia da regularidade das sindicâncias e dos processos administrativos disciplinares instaurados no âmbito da Administração Municipal; V - a realização de estudos e trabalhos técnicos que contribuam para a promoção da ética e para o fortalecimento da integridade das instituições públicas. Tais atribuições relacionam-se com ambas as visões existentes sobre a auditoria interna, isto é, tanto a visão do foco antifraude, quanto a do foco na gestão. O cargo também se destina a aplicar a Lei Anticorrupção no Município de São Paulo, visto que, nesse Município, a competência para instaurar a sindicância e o processo administrativo da Lei Anticorrupção foram atribuídas exclusivamente à Controladoria-Geral do Município, centralizando a aplicação dessa Lei em um único órgão.
As atribuições dos Auditores Municipais de Controle Interno têm, conforme a legislação aplicável, natureza de atividade exclusiva de Estado.

## Importância
De acordo com a Controladoria-Geral da União, os trabalhos de auditoria interna, no âmbito dos Municípios, são executados por Unidades de Controle Interno (no caso do Município de São Paulo, a Controladoria-Geral do Município), ou por Auditor Interno especialmente designado para a função, possuindo como característica principal o assessoramento à alta administração municipal, buscando agregar valor à gestão. As atividades de controle interno, confiadas aos AMCI no âmbito do Município de São Paulo, são consideradas como função essencial da Administração Pública, devendo ser desempenhadas por profissionais de carreiras técnicas, em prol da legalidade, da impessoalidade, da moralidade, da publicidade e da eficiência.
Segundo a Constituição Federal, a fiscalização contábil, financeira, orçamentária, operacional e patrimonial da União e das entidades da administração direta e indireta, quanto à legalidade, legitimidade, economicidade, aplicação das subvenções e renúncia de receitas, é exercida pelo Poder Legislativo, mediante controle externo, e pelo sistema de controle interno de cada Poder, o qual, no caso do Poder Executivo do Município de São Paulo, é centralizado na Controladoria-Geral do Município. Ainda segundo a Constituição Federal, o sistema de controle interno tem a finalidade de: I - avaliar o cumprimento das metas previstas no plano plurianual, a execução dos programas de governo e dos orçamentos; II - comprovar a legalidade e avaliar os resultados, quanto à eficácia e eficiência, da gestão orçamentária, financeira e patrimonial nos órgãos e entidades da administração federal, bem como da aplicação de recursos públicos por entidades de direito privado; III - exercer o controle das operações de crédito, avais e garantias, bem como dos direitos e haveres do Poder Público; IV - apoiar o controle externo no exercício de sua missão institucional. Segundo a Lei Orgânica do Município de São Paulo, cabe ainda ao sistema de controle interno organizar e executar, por iniciativa própria ou por solicitação do Tribunal de Contas do Município, programação trimestral de auditorias contábil, financeira, orçamentária, operacional e patrimonial nas unidades administrativas sob seu controle.
Os Auditores Municipais de Controle Interno desempenham, nos termos da lei, funções atinentes à defesa do patrimônio público, ao controle interno, à auditoria pública, à correição, à prevenção e ao combate à corrupção, às atividades de ouvidoria, a promoção da ética no serviço público, o incremento da moralidade e da transparência e o fomento ao controle social da gestão, no âmbito da Administração Municipal. Contribuem, portanto, para o aprimoramento do controle da administração pública, um dos pilares do Estado Democrático de Direito.

## Forma de ingresso
O ingresso para cargos efetivos no serviço público brasileiro, tais quais o de Auditor Municipal de Controle Interno, apenas pode se dar mediante concurso público de provas ou de provas e títulos, conforme a Constituição Federal, art. 37, inciso II, sendo que quaisquer descumprimentos dessa norma devem ser combatidos. Atualmente, não há previsão para realização de novo concurso de ingresso para o cargo de Auditor Municipal de Controle Interno. O primeiro (e, até o momento, único) concurso público realizado para o cargo de AMCI contemplou as seguintes matérias: Língua Portuguesa; Matemática  Financeira, Raciocínio Lógico-matemático e Estatística; Administração Pública; Controle Externo e Controle Interno; Direito Constitucional; Direito Administrativo; Administração Financeira e Orçamentária; Licitações, Contratos e Convênios; além de 13 outras matérias distribuídas pelas três áreas de realização do concurso (Geral, Correição e Infraestrutura), com um extenso conteúdo programático.
Em 14 de maio de 2016, o jornal O Estado de São Paulo revelou que o prefeito Fernando Haddad reprogramou a admissão dos auditores concursados no mesmo ano, em função de problemas de caixa da Prefeitura, decorrentes da crise econômica.